# Dave Freudenthal
Pour les articles homonymes, voir Freudenthal.
David Duane Freudenthal, dit Dave Freudenthal, né le 12 octobre 1950 à Thermopolis (Wyoming), est un homme politique américain, membre du Parti démocrate et gouverneur du Wyoming de 2003 à 2011.

## Biographie

### Enfance et études
Dave Freudenthal naît le 12 octobre 1950 à Thermopolis, dans le nord-ouest du Wyoming. Il grandit sur une ferme au nord de la ville, dans une fratrie de huit.
Il est diplômé en droit en 1973 du Amherst College et en 1980 de l'université du Wyoming et devient avocat. Il travaille également comme directeur de la planification de l'État sous le gouverneur Edgar Herschler (en).

### Carrière publique
En 1994, Freudenthal est nommé procureur des États-Unis pour le district du Wyoming par le président Bill Clinton, sur proposition du gouverneur Mike Sullivan (en). Il quitte son poste en 2001, quelques mois après l'entrée en fonction de George W. Bush.
En novembre 2002, il est élu gouverneur du Wyoming, battant de justesse le républicain Eli Bebout, par 50 % des voix contre 47,9 %. Freudenthal gouverne comme un démocrate conservateur. Son premier mandat est marqué par une croissance économique importante, principalement due à la hausse des prix de l'énergie et notamment du gaz naturel, dont l'État est un important producteur.
En décembre 2005, un sondage SurveyUSA le place huitième gouverneur le plus apprécié des États-Unis, avec un taux de popularité de 65 %. Il est donné à égalité avec les gouverneurs Brian Schweitzer du Montana et Jim Douglas du Vermont. En 2010, ils sont jusqu'à 80 % des sondés à approuver son action, selon Rasmussen, ce qui conduit les républicains à modérer les attaques contre le gouverneur. En novembre 2006, il est triomphalement réélu avec 70 % des suffrages, contre 30 % à son adversaire républicain, Ray Hunkins. Le Wyoming est pourtant l'un des États les plus favorables aux républicains du pays, ayant donné 40 points d'avance à George W. Bush en 2000 et 2004. La marge de victoire de Freudenthal est alors la plus grande de l'histoire du Wyoming pour l'élection d'un gouverneur.
Freudenthal annonce en mars 2010 qu'il n'est pas candidat à un troisième mandat. Même si un gouverneur du Wyoming ne peut pas être élu pour plus de deux mandats depuis 1992, des commentateurs politiques estiment possible qu'il attaque en justice la loi limitant le cumul des mandats dans le temps pour pouvoir se représenter,.

### Après la politique
Après avoir quitté le poste de gouverneur, Freudenthal rejoint le cabinet d'avocats Cowell & Moring. Il donne également des cours de droit de l'environnement et de l'énergie à la faculté de droit de l'université du Wyoming.

### Vie privée
Dave Freudenthal est marié avec Nancy D. Freudenthal (née Roan), juge fédérale pour le district du Wyoming depuis sa nomination en 2010 par Barack Obama. Ils ont quatre enfants.